# Joop Berkhout
Jozef (Joop)  Berkhout (Amsterdam, 31 maart 1930 – Ibadan, 10 februari 2025) was een Nederlands uitgever in Nigeria.
Hij was zoon van Maria Johanna Susanna Calander en hofmeester Franciscus Leopold Berkhout, ook wel werknemer van de Koninklijke Nederlandse Stoomboot-Maatschappij; hijzelf was sinds 1960 getrouwd met Catharine Ernestine Heim (1929-1999).
Berkhout was werkzaam in de scheepvaart en moest zodoende werken in Bahrein en Dar es Salaam. In 1962 werd die firma in Tanzania genationaliseerd en hij moest op zoek naar een nieuwe baan. Hij begon er een boekwinkel en had de wind mee vanwege de net verworven onafhankelijkheid van dat land. Hij werd vervolgens ingeschakeld door Oxford University Press en werkte voor dat bedrijf in Zambia en Malawi. Hij keerde nog voor even terug naar Nederland, maar vestigde zich rond 1966 in Nigeria. Hij begon er al een soort filiaalhouder van uitgeverij Evans, maar in 1978 had hij zijn eigen uitgeverij Spectrum Books. In 1990 was het bedrijf gegroeid tot vijfenzestig mensen, bracht jaarlijks veertig tot vijftig titels uit met een omzet van (omgerekend) 2,25 miljoen gulden. Alhoewel de bevolking armoedig leefde, kon hij toch een bestaan opbouwen omdat de meeste uitgeverijen in Nigeria uitsluitend educatieve boeken uitbrachten. Hij moest goedkope literatuur uitgeven, maar kreeg ook Nobelprijswinnaar Wole Soyinka in zijn portfolio. Because I am involved van Chukwuemeka Odumegwu Ojukwu was destijds een schot in de roos. Hij had zijn risico gespreid; zijn hoofdkantoor was gevestigd in Ibadan (stad met de eerste Nigeriaanse universiteit), zijn winkel stond in Lagos (grootste bevolkingsconcentratie). In 1990 waren er plannen voor een eigen boek; hij was aangesteld als biograaf van de Oni van Ifé.
In 2008 ging hij met pensioen, maar kon het toch niet laten; hij werd president van Safari Books Unlimited.
Chief Berkhout, al jaren genaturaliseerd tot Nigeriaan, overleed als fanatiek boeklezer op 94-jarige leeftijd. Hij was officier in de Orde van de Niger (OON) en Okun Borode of Ile-Ife. Zijn bericht van overlijden geraakte pas na veertien dagen Nederland met een In Memoriam in het NRC.